# 安田亘宏
安田 亘宏（やすだ のぶひろ、1953年 - ）は、日本の観光学者。旅の創造研究所（旅創研）所長。
青山学院大学経済学部卒業、法政大学大学院政策創造研究科博士後期課程修了、博士(政策学)。
1977年株式会社日本交通公社（現、株式会社JTB）に入社、2006年JTBグループ旅の販促研究所所長。2010年西武文理大学サービス経営学部教授(-2019)を経て現職。
東京福祉大学・東京立正短期大学・新潟青陵大学非常勤講師、JTBツーリズムビジネスカレッジ専門講師。
日本語教師、日本酒学講師・唎酒師。

## 所属
- 日本エコツーリズム協会運営役員
- 日本フードツーリズム学会理事
- コンテンツツーリズム学会顧問

## 著書

### 小説
- 『一九四〇 命の輸送』（彩流社、2021年）

### 観光関連著書
- 『地域は物語で「10倍」人が集まる コンテンツツーリズム再発見』（共編著、生産性出版、2021年）
- 『旅行会社物語』（共著、教育評論社、2018年）
- 『インバウンド実務論－インバウンドを1から学ぶ14章－』（単著、全日本情報学習振興協会、2017年）
- 『事例で読み解く 海外旅行クレーム予防読本』（共著、学芸出版社、2016年)
- 『観光サービス論―観光を初めて学ぶ人の14章』（単著、古今書院、2015年)
- 『観光産業論 （観光学全集 第 6巻） 』（分担執筆、原書房、2015年)
- 『コンテンツツーリズム入門』（共著、古今書院、2014年）
- 『フードツーリズム論』（単著、古今書院、2013年）
- 『食旅と農商工連携のまちづくり』（共著、学芸出版社、2011年）
- 『食旅と観光まちづくり』（単著、学芸出版社、2010年)
- 『鉄旅研究―レールウェイツーリズムの実態と展望』（共著、教育評論社、2010年）
- 『「澤の屋旅館」は外国人になぜ人気があるのか』（単著、彩流社、2010年）
- 『島旅宣言―アイランドツーリズムの実態と展望』（共著、教育評論社、2009年）
- 『旅人の本音』（共著、彩流社、2009年）
- 『祭旅市場―イベントツーリズムの実態と展望』（共著、教育評論社、2008年）
- 『キャッチコピーに見る「旅」』（共著、彩流社、2008年）
- 『犬旅元年―ペットツーリズムの実態と展望』（共著、教育評論社、2008年）
- 『食旅入門―フードツーリズムの実態と展望』（共著、教育評論社、2007年）
- 『長旅時代―ロングツーリズムの実態と展望』（監修、教育評論社、2007年）
- 『旅行会社のクロスセル戦略』（単著、イカロス出版、2007年）
- 『旅の売りかた入門』（単著、イカロス出版、2005年）

### 観光関連テキスト
- 『観光ビジネス実務主任者認定試験公式テキスト』（単著、全日本情報学習振興協会、2024年）
- 『新版 インバウンド実務主任者認定試験公式テキスト』（単著、全日本情報学習振興協会、2021年）
- 『観光検定公式テキスト』（単著、全日本情報学習振興協会、2020年）

- 『インバウンド実務主任者認定試験公式テキスト』（単著、全日本情報学習振興協会、2017年）
- 『基礎から学ぶ観光プランニング』（共編著、JMC出版、2014年）